# Province de Rutana

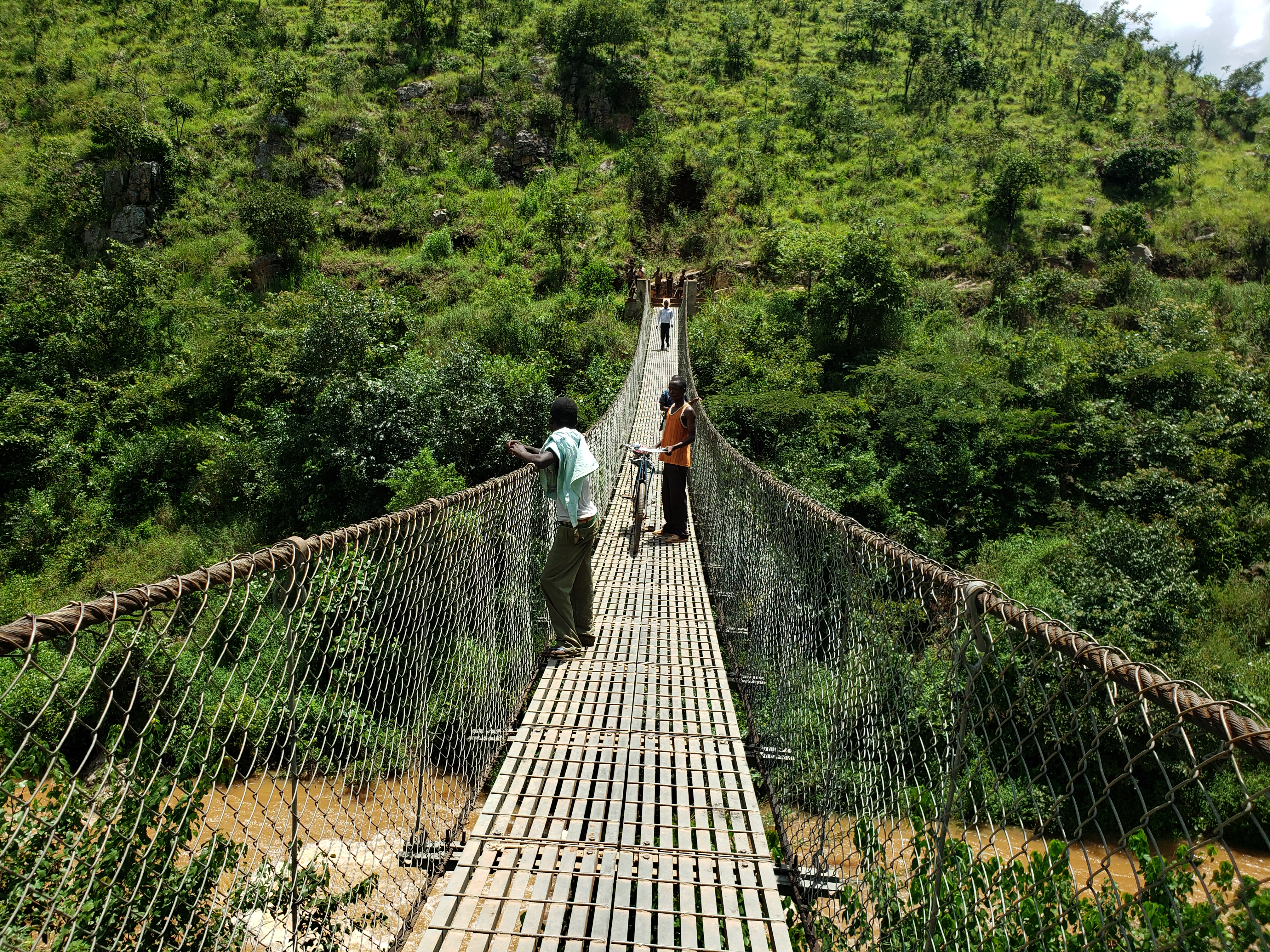
Pont suspendu dans la province de Rutana.

La province de Rutana est une des 18 provinces du Burundi. Sa capitale est Rutana. Elle se trouve au Sud-Est du pays et héberge la grande usine à sucre la SOSUMO.

## Tourisme
Les principaux sites touristiques de la province :
- chute de la Karera à Shanga
- faille de Nyakazu[1]